# Белозерье (Рязанская область)
Белозерье — деревня в Клепиковском районе Рязанской области. Входит в состав Ненашкинского сельского поселения.

## География
Находится в северной части Рязанской области на расстоянии приблизительно 3 км на север по прямой от районного центра города Спас-Клепики на южном берегу озеро Белое.

## История
На карте 1850 года показана как поселение с 30 дворами. В 1859 году здесь (тогда деревня Рязанского уезда Рязанской губернии) было учтено 25 дворов, в 1897 — 50.

## Население
Численность населения: 189 человек (1859 год), 330 (1897), 13 в 2002 году (русские 100 %), 14 в 2010.